# Élections législatives de 1951 dans l'Aude
Les élections législatives françaises de 1951 se tiennent le 17 juin. Ce sont les deuxièmes élections législatives de la Quatrième République.

## Mode de scrutin
Représentation proportionnelle plurinominale suivant la méthode du plus fort reste dans 103 circonscriptions, conformément à la loi des apparentements : les listes qui se sont « apparentées » avant l'élection remportent tous les sièges de la circonscription si leurs voix ajoutées obtiennent la majorité absolue des suffrages exprimés. Il y a 629 sièges à pourvoir.
Le vote préférentiel est admis. 
Dans le département de l'Aude, quatre députés sont à élire.

## Candidats

### Liste socialiste
| N° | Candidats | Candidats      | Parti | Principales fonctions                                                  |
| -- | --------- | -------------- | ----- | ---------------------------------------------------------------------- |
| 01 |           | Georges Guille | SFIO  | Député sortant                                                         |
| 02 |           | Francis Vals   | SFIO  | Président du Conseil Général                                           |
| 03 |           | Lucien Milhau  | SFIO  | Secrétaire de la fédération socialiste                                 |
| 04 |           | Joseph Tirand  | SFIO  | Conseiller général du canton de Castelnaudary-Nord, agent d'assurances |

### Liste d’entente du Rassemblement des gauches républicaines et du parti républicain, radical et radical-socialiste
| N° | Candidats | Candidats      | Parti   | Principales fonctions                                                                   |
| -- | --------- | -------------- | ------- | --------------------------------------------------------------------------------------- |
| 01 |           | Alexis Fabre   | RGR     | Député sortant, propriétaire viticulteur                                                |
| 02 |           | Antoine Arnal  | Radical | Adjoint au maire de Carcassonne, ancien résistant, propriétaire agriculteur-viticulteur |
| 03 |           | Charles Clarou | Radical | Ingénieur agronome                                                                      |
| 04 |           | Antoine Amiel  | Radical | Avocat                                                                                  |

### Liste d’action économique, paysanne et familiale, présentée par le M. R. P
| N° | Candidats | Candidats      | Parti | Principales fonctions                                                   |
| -- | --------- | -------------- | ----- | ----------------------------------------------------------------------- |
| 01 |           | Albert Gau     | MRP   | Député sortant, ecclésiastique, Président de la commission des boissons |
| 02 |           | Jacques Reynes | MRP   | Industriel, adjoint au maire de Carcassonne                             |
| 03 |           | Henri Sabadie  | MRP   | Agriculteur, Président de la cave coopérative d'Arzens                  |
| 04 |           | Guy Rouanet    | MRP   | Docteur en médecine, conseiller municipal de Narbonne                   |

### Liste du Parti communiste français
| N° | Candidats | Candidats      | Parti | Principales fonctions                                    |
| -- | --------- | -------------- | ----- | -------------------------------------------------------- |
| 01 |           | Jean Llante    | PCF   | Député sortant, employé, adjoint au maire de Carcassonne |
| 02 |           | Lubin Ressier  | PCF   | Ouvrier agricole à Camplong                              |
| 03 |           | Yvonne Cerny   | PCF   | Professeur à Narbonne                                    |
| 04 |           | François Malet | PCF   | Exploitant agricole, maire de Campagne                   |

### Liste du Rassemblement du peuple français
| N° | Candidats | Candidats        | Parti | Principales fonctions                                                                      |
| -- | --------- | ---------------- | ----- | ------------------------------------------------------------------------------------------ |
| 01 |           | André Valabrègue | RPF   | Industriel                                                                                 |
| 02 |           | Camille Dhomps   | RPF   | Propriétaire viticulteur, maire de Trausse, ancien Président du Comité local de Libération |
| 03 |           | Jacques Denille  | RPF   | Propriétaire                                                                               |
| 04 |           | Jean Gombert     | RPF   | Propriétaire à Alairac                                                                     |

### Liste du Centre national des indépendants et paysans et de la Confédération des petites et moyennes entreprises
| N° | Candidats | Candidats              | Parti | Principales fonctions                           |
| -- | --------- | ---------------------- | ----- | ----------------------------------------------- |
| 01 |           | Raymond Capdevila      | CNIP  | Docteur en médecine et agriculteur à Montolieu  |
| 02 |           | Louis-Victor L'Herbier | CNIP  | Employé                                         |
| 03 |           | Jacques Herteman       | CNIP  | Exploitant agricole, ancien militaire, Narbonne |
| 04 |           | Pierre-Louis Thène     | CNIP  | Exploitant agricole                             |

## Élus
| Député sortant | Parti | Parti | Député élu ou réélu | Parti | Parti |
| -------------- | ----- | ----- | ------------------- | ----- | ----- |
| Georges Guille |       | SFIO  | Georges Guille      |       | SFIO  |
| Jean Llante    |       | PCF   | Francis Vals        |       | SFIO  |
| Alexis Fabre   |       | RGR   | Alexis Fabre        |       | RGR   |
| Albert Gau     |       | MRP   | Albert Gau          |       | MRP   |

## Résultats

### Résultats à l'échelle du département
- Les listes de Troisième Force de la SFIO, du RGR et du MRP se sont apparentées.
- Leurs voix représentant plus de 50% des exprimés, elles remportent tous les sièges en jeu. Ces derniers sont répartis à la proportionnelle entre les partis apparentés.

| Parti    | Parti     | Tête de liste     | Résultats | Résultats | Sièges |  |
| Parti    | Parti     | Tête de liste     | Voix      | %         |        |  |
| -------- | --------- | ----------------- | --------- | --------- | ------ |  |
|          | SFIO *    | Georges Guille    | 38 095    | 30,46     | 2      |  |
|          | PCF       | Joseph Cerny      | 32 508    | 25,99     | 0      |  |
|          | RGR *     | Alexis Fabre      | 26 977    | 21,17     | 1      |  |
|          | MRP *     | Albert Gau        | 15 841    | 12,67     | 1      |  |
|          | RPF       | André Valabrègue  | 10 193    | 8,15      | 0      |  |
|          | CNIP-DLPC | Raymond Capdevila | 3 128     | 2,51      | 0      |  |
|          |           |                   |           |           |        |  |
| Inscrits | Inscrits  | Inscrits          | 166 706   | 100,00    | 4      |  |
| Votants  | Votants   | Votants           | 128 381   | 77,01     |        |  |
| Exprimés | Exprimés  | Exprimés          | 125 070   | 97,42     |        |  |